# The Granstream Saga
The Granstream Saga (グランストリーム伝記 Guransutorīmu Denki?) es un videojuego de rol de acción para PlayStation. El juego fue desarrollado por un equipo compuesto por personal de la desarrolladora Quintet bajo el nombre Shade.
The Granstream Saga es reconocido como uno de los primeros juegos de rol totalmente poligonal, en lugar de utilizar fondos pre-renderizados. El juego cuenta con escenas cinemáticas estilo anime realizadas por Production I.G. También es único puesto que los personajes que el jugador encuentra en el juego no tienen rostro. La trama del juego se basa en la serie de manga Kros.
Antes del lanzamiento era muy esperado, pero las ventas fueron decepcionantes en última instancia[cita requerida].